# Психологическое заключение
Психологическое заключение — краткая психологическая характеристика состояния развития обследуемого на период обследования на основе данных объективного квалифицированного психодиагностического исследования.
А. Ф. Ануфриев (2012) трактует психологическое заключение, как оценку настоящего и прогноз будущего состояния респондента, разработку рекомендаций. 
Цель психологического заключения заключается в формулировании конечного результата, который мы хотим получить, а также в определении того, к чему мы стремимся и для чего, собственно, составляем данное заключение.
Целью может быть ответ на вопросы, связанные с межличностными отношениями респондента, уровнем его агрессивности или тревожности, профессиональными предпочтениями и интересами, профессиональной пригодностью, а также предоставление педагогических или психологических рекомендаций. Этот список можно продолжать бесконечно.

## Виды заключений[4]
- Описательное заключение, которое включает описание личности пациента и его личностные характеристики (не обладает какой-либо направленностью);
- Оценочное заключение, в котором в рамках задаваемой направленности (цели или вопроса исследований) психолог стремится к выражению своего профессионального отношения к личности респондента или к ситуации, в которой он находится;
- Консультативное заключение, на основе которого происходит обязательное формулирование рекомендаций для развития (коррекции) личности.